# Gwendolyn Rucker
Gwendolyn Lareece Rucker (28 aprile 1990) è una pallavolista ed ex cestista statunitense.
Gioca nel ruolo di centrale nel Çanakkale Belediye Spor Kulübü.

## Carriera
La carriera di Gwendolyn Rucker inizia a livello scolastico con la squadra di pallavolo della Henry Clay High School; inoltre fa parte contemporaneamente della squadra di pallacanestro della medesima scuola. Continua poi a giocare parallelamente a pallavolo e pallacanestro con la University of Louisville, prendendo parte alla NCAA Division I: nel 2008 e nel 2009 pratica entrambi gli sport, prima di concentrarsi esclusivamente sulla pallavolo a partire dal 2010; tuttavia nel corso della stagione 2011 subisce un infortunio, che la costringe ad applicare la domanda per saltare la stagione, potendo così giocare anche nel 2012.
Nel gennaio 2013 firma il suo primo contratto professionistico con l'Azəryol Voleybol Klubu, club della Superliqa azera col quale gioca la seconda parte della stagione 2012-13; resta in Azerbaigian anche nella stagione successiva, vestendo però la maglia dell'Azərreyl Voleybol Klubu. Nel campionato 2014-15 firma col Clubul Sportiv Municipal Târgoviște, club impegnato nella Divizia A1 rumena, mentre nel campionato seguente difende i colori del Çanakkale Belediye Spor Kulübü, nella Voleybol 1. Ligi turca.

## Palmarès

### Premi individuali
- 2012 - All-America Third Team